# Tmarus spinosus (Zhu)
Tmarus spinosus là một loài nhện trong họ Thomisidae.
Loài này thuộc chi Tmarus. Tmarus spinosus được miêu tả năm 2005 bởi Zhu et al..